# Troilokaserne
Die Troilokaserne ist eine ehemalige Infanterie-Kaserne im Bonner Ortsteil Duisdorf, die seit 1949 von Bundesbehörden und -ministerien genutzt wird.

## Lage
Die Troilokaserne befindet sich am Nordrand Duisdorfs nahe Endenich. Sie liegt zwischen Rochusstraße, Provinzialstraße und Schieffelingsweg.

## Geschichte

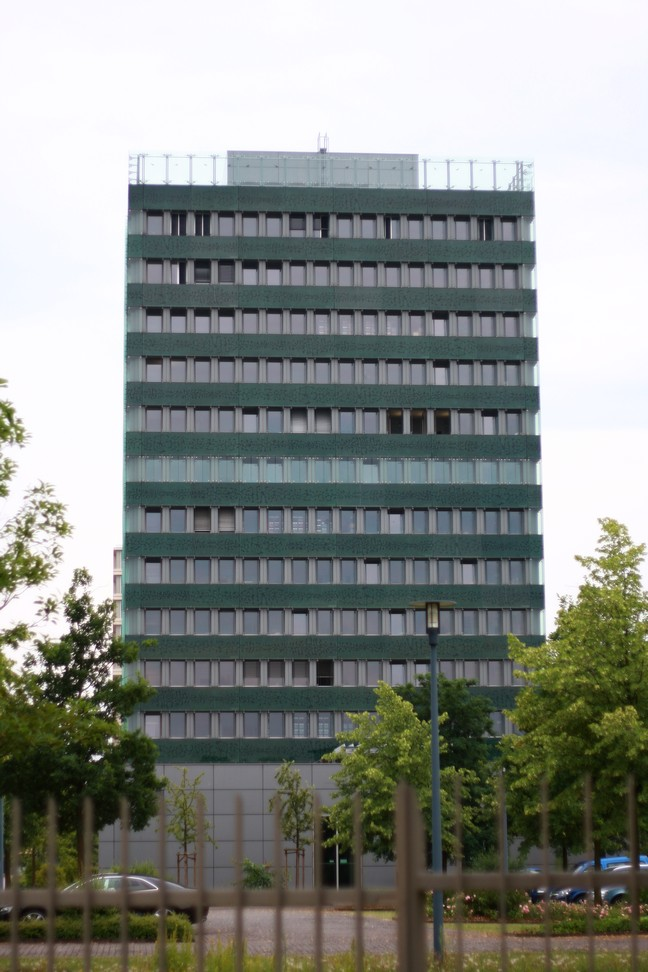
Hochhaus des Bundesministeriums für Ernährung, Landwirtschaft und Verbraucherschutz

Nach der Rheinlandbesetzung von 1936 wurde bei der Aufrüstung der Wehrmacht die Troilokaserne erbaut. Namensgeber war der preußische Oberstleutnant und spätere Reichstagsabgeordnete Hans von Troilo (1865–1934). Das Baugebiet lag damals noch außerhalb des Bonner Stadtgebietes im Amt Duisdorf des Landkreises Bonn. Mit dem Bau wurde am 15. November 1936 begonnen, Richtfest war am 6. Oktober 1937 und Anfang Juli 1938 zog das III. Bataillon des Infanterieregiments 77 ein.
Nach dem Zweiten Weltkrieg wurde die ehemalige Troilo-Kaserne zunächst von belgischen Besatzungstruppen und seit 1949 von Ministerien der im selben Jahr gegründeten Bundesrepublik Deutschland genutzt. Ende der 1960er-Jahre entstanden im Norden des vormaligen Kasernenkomplexes unter Beteiligung des Architekten Sep Ruf zeilenartige Gebäude, im Nordosten wurden ein 13-geschossiges Bürohochhaus für das Ernährungsministerium sowie vier drei- bis 5-geschossige Bürogebäude auf quadratischem Grundriss errichtet. 1991 kamen dreigeschossige Erweiterungsbauten hinzu.
Bis zur Verlegung des Regierungssitzes nach Berlin 1999 waren hier die ersten Dienstsitze der Bundesministerien für Ernährung, Landwirtschaft und Forsten, für Arbeit und Sozialordnung sowie auch der Verteidigung (Personalabteilung) untergebracht. Die zweiten Dienstsitze des Ernährungs- und des Arbeits- und Sozialministeriums wurden in der erweiterten Troilokaserne belassen. Für das Bundesministerium für Gesundheit wurde von 2005 bis 2007 auf dem Gelände ein neues, 13-stöckiges Hochhaus errichtet. Mittel- bis langfristig soll der Behörden-Campus Rochusstraße auf Basis eines noch zu beschließenden städtebaulichen Rahmenplans nochmals erweitert werden, unter anderem durch ein weiteres Hochhaus (Stand: 2021).

## Kunst am Bau
Auf der Liegenschaft wurden einige Werke bildender Künstler als Kunst am Bau aufgestellt, darunter 1979 zwischen Haus 2 und 3 die später vor Haus 9 versetzten 6 Assoziationsträger (1969) von Ansgar Nierhoff als Edelstahlobjekte an sechs Holzgestellen sowie an der Einfahrt die später zwischen Haus 2 und 3 versetzte Arbeit Balance I (später Panta Rhei; 1978/79) von Bernhard Heiliger, 1982 vor das damalige Haus 5 (heute Haus 24, Kantine) ein Brunnen von Franz Gutmann und 1987 vor der Kantine (heute Haus 24) die stelenartige Stahlplastik Karyatide (1985) von Eberhard Fiebig.